# Louise Anne Lobin
Louise Anne Lobin foi uma pintora francesa de miniaturas. Ela nasceu Louise Anne Florence, em Paris, e casou-se com o pintor e artista de vidro Lucien-Léopold Lobin. Ela expôs seus trabalhos nos Salões de Paris de 1874, 1875, 1876, 1888, 1889 e 1890.